# Culisă
În teatru, culisele (mai rar culisa) erau, la origine, dispozitive de glisare care permiteau deplasarea panourilor decorative, distribuite de obicei în perechi, pe fiecare parte a scenei și care aveau funcția dublă de a ascunde spațiile laterale și de a accentua efectul de perspectivă. Panourile decorative erau de obicei paralele cu rampa și erau acoperite cu țesătură pictată sau cartoane cu desene.

## Definiție
În 1694 Academia Franceză a definit culisa ca o „piesă de decor care este deplasată înainte și înapoi la schimbările scenei”, apoi, în 1718, ca „parte a teatrului situată în spatele scenei sau lângă scenă”.
Astăzi, prin extinderea sensului, culisele se referă de obicei la partea din scenă care nu este vizibilă publicului și, în mod figurat, la un loc unde sunt discutate în secret chestiuni de interes public.

## Sens istoric
Spatele scenei era mascată de o cortină, care putea fi deplasată cu un scripete și permitea o schimbare rapidă a peisajului și obținerea unor efecte dramatice. Inventatorul acestui dispozitiv este Giovanni Battista Aleotti, care l-a dezvoltat probabil pentru teatrul Farnese din Parma prin 1618-1619. entwickelt hatte.
Culisa era locul în care se pregăteau articolele de decor ce urmau a fi introduse în scenă, unde actorii se schimbau înainte de a intra în scenă și unde așteptau intrarea în scenă. Decorurile erau reconstruite de obicei în culise în spatele unei cortine trase.